# 小林優子
小林優子（日语：／ Kobayashi Yūko，1961年2月6日—），日本女性配音員、演員、旁白。出身於東京都。身高156cm。A型血。

## 簡介
本名星野 優子（ほしの ゆうこ）（舊姓：小林）。東京都立江北高等學校畢業。81 Produce所屬，Theatre Echo附屬培訓學校出身，原屬Theatre Echo。
早年翻閱雜誌看到工作相關消息的介紹開始，以1983年電視動畫《心跳今夜》（聲演角色：楓）在配音業界出道。次年以《勝利女排》第一次擔當主役。
為人熟悉的代表配音作品有《神奇寶貝》系列的小茂〈大木茂〉、《可愛小水滴》系列的雷尼、《勝利女排》主角葉月優、《天地無用！》系列的白眉鷲羽、《機動戰士V鋼彈》的純子·積戈賓、《足球小將翼J》的岬太郎、《忍者亂太郎》的山本老師〈山本西納〉、《巧克力赫力》的糖果、《蓋特機器人號》的橘翔、《快樂的嚕嚕米一家》系列的米木拉及《魔女宅急便》的魔女前輩等。

### 人物
除了參加日本動畫的配音之外，大多參加電視節目的旁白解說、海外電影和電視影集的日語配音，包含曾經為電影《阿達一族》系列的主角之一星期三·阿達（或譯作溫絲蒂·阿達）進行日語配音。除此之外，還有積極參加繪本的朗讀和動畫官方的相關活動。並在動畫電影《劇場版 動物之森》兼任錄音指導。
交友方面，與松井菜櫻子是從動畫《勝利女排》以來認識的親友。
興趣、特長：器械體操、歌唱。喜歡貓咪，曾經領養一隻被遺棄在垃圾袋旁的小幼貓，有時會在自己的部落格寫飼育貓的記事。

## 演出
粗體字表示主要角色。

### 電視動畫
年份不詳
- （雛菊）

1982年
- 心跳今夜（楓）

1983年
- 魔法小天使（堺久美子）
- 魔法公主 明琪桃子（日语：魔法のプリンセス ミンキーモモ）（春之妖精）

1984年
- 牧場上的少女卡特莉（海蓮娜）
- 勝利女排（日语：アタッカーYOU!）（葉月優）

1985年
- 高爾夫頑童猿丸（空服員）

1986年
- 甜蜜公主（可麗餅）
- 加油！吉塔斯（由紀江）
- 光之傳說（土井由希子）
- 機器勇士（露梨）
- 相聚一刻

1988年
- 魔神英雄傳（莎莉）

1989年
- 森林大帝 (1989年版)（穆、西爾薇亞）
- 鴨子向前衝（薇妮）
- 亂馬½（敦子）

1990年
- 美味大挑戰（邦子）
- 快樂的嚕嚕米一家（米木拉、費尼鐘的小孩、旅人 等）
- 三眼神童（未來）
- 長腿叔叔（凱莉）
- 亂馬½ 熱鬥篇（可崘（日语：コロン (らんま1/2)）〈年輕時〉、蘭蘭、麻美、安奈）

1991年
- 淘氣的雙胞胎 克萊爾學院物語（日语：おちゃめなふたご クレア学院物語）（露易絲老師）
- 朱古力小精靈（日语：おばけのホーリー）（糖果）
- 蓋特機器人號（橘翔[13]）
- 城市獵人'91（麗佳）
- 快樂的嚕嚕米一家 冒險日記（米木拉）
- 七龍珠Z（瑪瓏）
- 21衛門（奇普）
- 人魚公主 瑪莉娜的冒險（日语：人魚姫 マリーナの冒険）（萎妮）
- 魔法公主 明琪桃子 擁抱夢想（布蘭達〈初代〉）
- 黑色推銷員

1992年
- 龍馬英雄（日语：お〜い!竜馬）（本乙女）
- 妙廚老爹（種島惠、近藤、森山純子、井上俊夫）
- 蠟筆小新（越谷順子）
- 超級麻雀（日语：スーパーヅガン）（理惠、範子）
- 麵包超人（鬃刷弟弟〈初代〉、小栗子〈初代〉）
- 小小男子漢（香織）
- 緞帶魔法姬（星野真由里）
- 夢幻冒險 長靴貓的冒險（莉莉安）
- 亂馬½ 熱鬥篇（今條真理子）

1993年
- 機動戰士V鋼彈（純子·積戈賓、卡萊爾·馬沙立克）
- 可愛巧虎島（牧場來夢鈴的媽媽）
- 麵包超人（焦糖媽媽〈初代〉）
- 忍者亂太郎（山本老師〈山本西納〉、佐武虎若）
- 美少女戰士R（アツゲッショ）
- 叮噹貓（檜優）
- 奇蹟☆女孩（神崎乃繪）

1994年
- 卡拉OK戰士麥克次郎（日语：カラオケ戦士マイク次郎）（若王子大人）
- 足球小將翼J（岬太郎〈少年時期〉）
- 蠟筆小新（石臼登代）
- Soccer Fever（日语：サッカーフィーバー）（艾莉絲、克里斯）
- 麵包超人（小青蛙）
- 忍者亂太郎（女孩）
- 小小男子漢（香織）
- 魔法騎士雷阿斯（鳳凰寺空）
- 魔天戰神（奧托的母親）
- 紅色巴隆（瑪莉林博士）

1995年
- 愛天使傳說（沙織）
- 小紅豆（多胡老師的太太）
- 去吧！稻中桌球社（鬼頭）
- Oz Kids（日语：オズ・キッズ）（安德莉亞）
- 天地無用！（白眉鷲羽）
- 忍者亂太郎（小孩）
- 爆走獵人（留理子）
- 美少女戰士SuperS（沙織）
- 宇宙小毛球（母親、摩兒）
- 魯邦三世：追尋哈里馬歐的寶藏!!（日语：ルパン三世 ハリマオの財宝を追え!!）

1996年
- 酷妹當家（香織老師）
- 櫻桃小丸子 (第2期)（山田望）
- 忍者亂太郎（山田老師的太太）
- 魔法少女砂沙美（鷲羽·費茲傑拉德·小林）

1997年
- 吸血姬美夕（神魔·蛇華）
- （天川友希）
- 深海傳說MEREMANOID（日语：深海伝説MEREMANOID）（薩美）
- 新·天地無用！（白眉鷲羽）
- 怪博士與機器娃娃 (1997年版)（ドランパイア）
- 神奇寶貝（小茂〈大木茂〉）
- MAZE☆爆熱時空（沙麗斯·麗迪雅）
- 名偵探柯南（藤井孝子）

1998年
- 愛莉絲SOS（卑鄙女王）
- （夫人）
- 槍神Trigun（凱倫）
- Night Walker -深夜徘徊者-（日语：Night Walker -真夜中の探偵-）（月村雪惠）

1999年
- 週刊故事樂園（日语：週刊ストーリーランド）（小優的母親、客人）
- 手塚治虫 來自世紀末的訊息（梅菲斯特）
- 忍者亂太郎（忍蛋）
- 平行世界物語（日语：デュアル!ぱられルンルン物語）（山野茜）

2000年
- （母親、雛鳥、小熊）
- 幻想魔傳 最遊記（江流、蓮麗）
- 麵包超人（茉莉花小姐）
- 哆啦A夢 (大山羨代版)（大人的小夏）
- 科學小飛喵（銀子／銀姐、狸貓子、鈴子老師、小玉、 等）
- 神奇寶貝（早苗）
- 名偵探柯南（吉野千惠）

2001年
- 通靈王（不動）
- 辣妹當家（壽清香）
- （露娜[14]）
- 七虹香電擊作戰（千夏美香）
- 第一神拳（山口智子）

2002年
- 我們這一家（清洗店店員、花媽的友人 等）
- 天地無用！GXP（白眉鷲羽）
- 忍者亂太郎（忍者）
- 魔法咪路咪路（納西）

2003年
- 人間交差點（前田真理子）
- 魔法使的條件（古崎菜菜子）

2004年
- 神奇寶貝 Side Story（小茂〈大木茂〉）
- 名偵探柯南（橋垣幸子）

2005年
- 玻璃假面 (2005年版)（夏江梨子）
- 槍與劍（艾兒）
- 魔法少女加奈（妙子老師）
- 怪傑佐羅利（科喵）
- MAJOR 1st Season（宇沙美球太的母親）
- 怪醫黑傑克（和男的母親）

2006年
- 蠟筆小新（戴太陽眼鏡的女性）
- 白色戀人（百合）
- 黑騎士 ～奧拉克爾的勇者們～（艾爾瑪）
- 忍者亂太郎（小孩、大嬸）
- 可愛小水滴（日语：ぷるるんっ!しずくちゃん）（雷尼）
- 神奇寶貝超世代（小茂〈大木茂〉）

2007年
- 我們這一家（店員A）
- 花漾明星KIRARIN（財寶院高嶺之花）
- 黑騎士 ～甦醒的太陽～（艾爾瑪）
- 忍者亂太郎（女）
- 可愛小水滴 啊哈☆（雷尼）
- 神奇寶貝鑽石&珍珠（小茂〈大木茂〉）
- ONE PIECE（妮可·羅賓〈代替[注 1]〉）

2008年
- 花漾明星KIRARIN（寶塚菫）
- 忍者亂太郎（惠惠子、買東西的客人、學生）
- 可愛小水滴 啊哈☆（小豆、老奶奶、大孩子達子）
- 意外（怜子的母親）

2009年
- 戀愛班長（淺井秋子）
- 骷髏13 (2008年版)（RP）
- 麵包超人（鬱金香小姐〈第2代〉）
- 忍者亂太郎（客、毒蛋）
- 名偵探柯南（庄堂胡桃）

2010年
- 發現·體驗·我喜歡巧虎！（牧場來夢鈴的媽媽）
- 可愛巧虎島 HE SO KA（牧場來夢鈴的媽媽）

2012年
- 可愛巧虎島Wao！（桃山喵季的奶奶）
- 忍者亂太郎（女忍者、女忍者）
- 爆漫王。3（白鳥俊的母親）

2013年
- 閃電十一人GO 時空之石（大師龍）
- 第一神拳 Rising（山口智子）

2014年
- 愛·天地無用！（白眉鷲羽[15]）

2015年
- 死亡遊行（由美）
- 忍者亂太郎（忍蛋）
- 名偵探柯南（高坂樹理）
- ONE PIECE（裘茵）

2016年
- 卡片鬥爭!! 先導者G 超越之門篇（母親）
- 昭和元祿落語心中（老闆娘、下座）
- 哆啦A夢 (水田山葵版)（獨角獸）
- 忍者亂太郎（村人）

2017年
- THE REFLECTION (动画)（蜜雪兒·艾倫）
- TSUKIPRO THE ANIMATION（設施工作人員）

2018年
- 哆啦A夢 (水田山葵版)（雪女）

2020年
- 空挺Dragons（旁白）

2021年
- 寶可夢 旅途（小茂）

2024年
- 碰之道（小泉的母親）

### 電影動畫
1982年
- 對馬丸 再見沖繩（陽子）

1987年
- 紫式部 源氏物語（冷泉帝）
- 王立宇宙軍 ～歐尼亞米斯之翼～（娼婦）

1989年
- 魔女宅急便（魔女前輩）

1990年
- 城市獵人：海灣城市之戰爭（露娜·吉連）
- 櫻桃小丸子：友情歲月（日语：ちびまる子ちゃん (映画)）（山田同學）

1991年
- 機動戰士鋼彈F91（莉兒·馬里巴）

1992年
- 機動戰士鋼彈0083：吉翁的殘光（拉朵拉·帖普菈）
- 魔法陣都市2 THE MOTION PICTURE（母親）
- 快樂的嚕嚕米一家：姆明谷的彗星（日语：楽しいムーミン一家 ムーミン谷の彗星）（米木拉）
- ！（山下利繪）

1993年
- 河童三平

1996年
- 天地無用！in LOVE（白眉鷲羽）

1997年
- 天地無用！盛夏的聖誕夜（白眉鷲羽）
- 叮噹貓：恐龍動了耶喵（檜優）

1998年
- MAZE☆爆熱時空：天變威脅的大巨人（沙麗斯·麗迪雅）

1999年
- 天地無用！in LOVE 2 遙遠的思念（白眉鷲羽）

2004年
- 小悠的奇異蠟筆（小悠）

2007年
- 故鄉-JAPAN（主持人）

2010年
- 劇場版 火影忍者疾風傳：失落之塔（マサコ）

2011年
- 劇場版 忍者亂太郎：忍術學園全員出動之卷！（佐武虎若[16]、山本老師〈山本西納〉）

2015年
- 劇場版 妖怪手錶：閻魔大王與五個故事喵！（設計公司社長）

### OVA
1984年
- 魔法小天使 永遠的Once More（堺久美子）

1985年
- 魔法小天使 Long Good-bye（堺久美子）

1986年
- 夢幻獵人麗夢II 聖美神學園的妖夢（日语：ドリームハンター麗夢）（黑薔薇會的女學生）

1988年
- 莉娜劍狼傳說（日语：レイナ剣狼伝説）（修瑞）

1989年
- 神州魑魅變（日语：神州魑魅変）（赤之魑魅）
- 墮靡泥之星（日语：堕靡泥の星）

1990年
- 涼太
- NINETEEN 19（日语：NINETEEN 19）（模特兒B）
- Mad★Bull 34（日语：マッド★ブル34）
- Lightning Trap 莉娜&萊卡（日语：レイナ剣狼伝説）（露娜）
- 莉卡娃娃：不可思議的Yunia物語（日语：リカちゃん）（香山織江〈莉卡的媽媽〉）

1991年
- 福星小子 少女麻疹的恐怖
- 福星小子 與靈魂約會（舞子）
- 御宅族錄影帶（福原美鈴）
- 機動戰士鋼彈0083：Stardust Memory（拉朵拉·帖普菈）
- 孔雀王（黃泉御前）
- Money Wars ～被狙擊的海上渡假村計劃～（日语：マネーウォーズ）（山崎瞳）
- 夢枕獏 暮色劇場 夢蜉蝣（日语：夢枕獏 とわいらいと劇場）（沙織）
- 莉卡娃娃：不可思議的魔法戒指（香山織江〈莉卡的媽媽〉）

1992年
- 天地無用！魎皇鬼 (第1期)（白眉鷲羽）
- BASTARD!! -暗黑的破壞神-（凱·哈恩）
- 莉卡的星期天（香山織江〈莉卡的媽媽〉）

1993年
- 輾轉難眠的江戶！（日语：お江戸はねむれない!）（菊之助〈宇佐喜〉[17]）
- 特搜戰車隊DOMINION（日语：ドミニオン (漫画)#『特捜戦車隊ドミニオン』）（夏蓉·石原）
- 地球守護靈（岡村綾子）

1994年
- 御宅星座（日语：おたくの星座）（璘）
- 天地無用！魎皇鬼 (第2期)（白眉鷲羽）
- 莉卡娃娃：莉卡與山貓的星星之旅（香山織江〈莉卡的媽媽〉）

1995年
- Armitage III（日语：アミテージ・ザ・サード）（羅莎琳·霍赫士）
- （老師）
- 足球小將翼：最強的敵人！荷蘭青年軍（岬太郎）
- 魔法少女砂沙美（鷲羽）
- 女神天國（日语：女神天国）（摩訶羅闍）

1996年
- MAZE☆爆熱時空（サリス·レイピア）

1998年
- 小貓巧比（巧比）
- 我是勇者（日语：ぼくはゆうしゃだぞ）（勇者）

2002年
- 男男最遊記（日语：私立荒磯高等学校生徒会執行部）（五十嵐徹[18]）
- 哈姆太郎的生日 ～尋找媽媽 三千走走～（雪〈哈姆太郎的母親〉）

2003年
- 天地無用！魎皇鬼 (第3期)（白眉鷲羽）

2014年
- 旋風管家（桂雛菊的母親）[注 2]

### 遊戲
年份不詳
- 系列（松田美由紀）[注 3]
- 天地無用！各作品（鷲羽）

1991年
- 亂馬½ 囚禁的新娘（日语：らんま1/2 とらわれの花嫁）（熊女群）

1994年
- 風之傳說世外桃源（日语：風の伝説ザナドゥ）（克琳娜、旁白）
- 3×3EYES ～三只眼變成～（埃琳娜）
- Basted（日语：バステッド (ゲーム)）（奇米尼）

1996年
- 新超級機器人大戰（日语：新スーパーロボット大戦）（純子·積戈賓）

1997年
- 天外魔境 第四默示錄（日语：天外魔境 第四の黙示録）

1998年
- Prism Court（日语：プリズムコート）（黑崎緣）

1999年
- SD鋼彈 G世代-ZERO（純子·積戈賓）
- 鋼鐵少年（日语：リモートコントロールダンディ）（南優子）

2000年
- SD鋼彈 G世代-F（純子·積戈賓、小泉麻耶）
- 超級機器人大戰α（純子·積戈賓）

2001年
- 愛麗絲驚魂記（愛麗絲）
- 超級機器人大戰α for Dreamcast（純子·積戈賓）
- ZONE OF THE ENDERS（艾蓮娜·溫伯格）
- 稜鏡之心（日语：プリズム・ハート）（回音）

2003年
- ANUBIS ZONE OF THE ENDERS（艾蓮娜·溫伯格）

2004年
- 超級機器人大戰MX（艾爾黛·米特）

2005年
- 超級機器人大戰MX 攜帶版（艾爾黛·米特）

2006年
- SD鋼彈 G世代 PORTABLE（純子·積戈賓）

2007年
- SD鋼彈 G世代 SPIRITS（純子·積戈賓、萊爾·馬沙立克）
- 信賴鈴音 ～蕭邦之夢～（ドルチェ）

2009年
- SD鋼彈 G世代 WARS（純子·積戈賓、卡萊爾·馬沙立克）

2010年
- 機動戰士鋼彈 極限 VS.（日语：機動戦士ガンダム エクストリームバーサス）（純子·積戈賓）

2011年
- SD鋼彈 G世代 3D（純子·積戈賓）
- SD鋼彈 G世代 WORLD（純子·積戈賓）

2012年
- 閃電十一人 GO2 時空之石 熱風／雷鳴（大師龍）
- SD鋼彈 G世代 OVER WORLD（純子·積戈賓）
- 機動戰士鋼彈 極限 VS. 火力全開（日语：機動戦士ガンダム エクストリームバーサス フルブースト）（純子·積戈賓）

2014年
- 機動戰士鋼彈 極限 VS. 全力爆發（日语：機動戦士ガンダム エクストリームバーサス マキシブースト）（純子·積戈賓）

2017年
- 問答RPG 魔法使與黑貓維茲（Violetta夫人）

2019年
- SD鋼彈 G世代 CROSSRAYS（シャポー·チェレンシィ）

### 外語配音

#### 演員
珍妮佛·樂芙·休伊
- 等不及說愛你（英语：Can't Hardly Wait）（阿曼達·貝克特）
- 是誰搞的鬼（朱莉·詹姆斯）※影碟版。
- 到底是誰搞的鬼（朱莉·詹姆斯）※影碟版。

#### 電影
- 千鈞一刻（英语：15 Minutes）
- 奇蹟聖手 (1999年電影)（Rochelle Kraft〈Fay Masterson〉）
- 阿達一族（溫絲黛·阿達（英语：Wednesday Addams）〈姬絲汀娜·莉芝〉）※日本電視台版。
- 阿達一族2（溫絲黛·阿達〈姬絲汀娜·莉芝〉）※DVD、日本電視台版。
- 艾莫奇遇記（英语：The Adventures of Elmo in Grouchland）（Gina〈Alison Bartlett-O'Reilly〉）
- 彗星美人（Karen Richards〈西萊斯特·霍姆〉）※DVD版。
- Angel-A（母親）
- 世界末日（Redhead〈肖妮·史密斯〉）※富士電視台版。
- 安娜貝爾：造孽（Esther Mullins〈米蘭達·奧圖〉）
- 叛逆暗殺（Dorothy Evans〈柔伊·黛絲香奈〉）
- 大亨也瘋狂（英语：The Associate）（Camille Scott〈畢比·諾維爾什〉）
- 光棍俱樂部（英语：Bachelor Party (1984 film)）（Bobby）※電視播出版。
- 回到未來（Stella Baines〈Frances Lee McCain〉）※BS JAPAN版。
- 神鬼拍檔（英语：Bad Company (2002 film)）（Swanson〈Brooke Smith〉）※富士電視台版。
- 人狗對對碰（英语：Best in Show (film)）（Meg Swan〈帕克·波西〉）
- 法網之外（英语：Beyond the Law (1992 film)） ※VHS版。
- 冒牌老爸（英语：Big Daddy (1999 film)）（Vanessa〈克里斯蒂·斯旺森〉）
- 絕地奶霸2（Carrie Fuller〈科洛·莫瑞兹〉）
- 笨賊妙探（英语：Blue Streak (film)）（Melissa Green〈妮可·艾瑞·派克〉）
- 我倆沒有明天（Bonnie Parker〈費·唐娜薇〉）※朝日電視台版[注 4]。
- 伯格曼（Marina〈Hadewych Minis 飾演〉）
- 七月四日誕生（Donna〈姬娜·薛域〉）※朝日電視台版。
- 角頭風雲（Steffie〈Ingrid Rogers〉）
- 卓別林與他的情人（瓊·貝瑞（英语：Joan Barry (American actress)）〈南希·特拉維斯（英语：Nancy Travis）〉）
- Crash：Part 1（四月）
- 水深火熱（英语：Deep Blue Sea (1999 film)）（Janice Higgins〈Jacqueline McKenzie〉）※日本電視台版。
- 英雄不流淚（英语：Desperado (film)）（Carolina〈莎瑪·希恩〉）※朝日電視台版。
- 哈拉猛男秀（英语：Deuce Bigalow: Male Gigolo）（Kate〈Arija Bareikis〉）
- 終極警探（Lucy McClane〈Taylor Fry〉）※影碟版、（操作員）※朝日電視台版。
- 終極警探2（租車服務員）※朝日電視台版。
- 美麗比一比（英语：Drop Dead Gorgeous (film)）（Amber Atkins〈克斯汀·鄧斯特〉）
- 王牌騎警（英语：Dudley Do-Right (film)）（Nell）
- 明日邊界（BBC新聞女主播）※劇院公映版。
- 艾德私人頻道（Shari〈Jenna Elfman〉）
- X接觸：來自異世界（Allegra Geller〈珍妮佛·傑森·李〉）
- 以毒攻毒（英语：Exit Wounds）（琳達〈珍妮佛·歐文（英语：Jennifer Irwin）〉）※日本電視台版。
- 怒火風暴（Sandra刑警〈Rachel Ticotin〉）※朝日電視台版。
- 黑色豪門企業 ※富士電視台版。
- 阿甘正傳（Carla、惡童）※富士電視台版。
- 油炸綠蕃茄（Imogene "Idgie" Threadgoode〈Mary Stuart Masterson〉）
- 光豬六壯士（Mandy〈Emily Woof〉）
- 虐之戀 (1997年電影)（Beth〈Amy Locane〉）
- 心靈捕手（Skylar〈Minnie Driver〉）
- 綠指奇蹟（英语：Greenfingers）（Primrose Woodhouse〈Natasha Little〉）
- 失戀排行榜（英语：High Fidelity (film)）（Charlie Nicholson〈凱瑟琳·澤塔-瓊斯〉）
- 月光光心慌慌4（英语：Halloween 4: The Return of Michael Myers）（Jamie Lloyd〈Danielle Harris〉）※VHS版。
- 月光光心慌慌5（英语：Halloween 5: The Revenge of Michael Myers）（Jamie Lloyd〈Danielle Harris〉）※VHS版。
- 親愛的，我把孩子放大了（英语：Honey, I Blew Up the Kid）（艾咪·薩林斯基〈艾咪·歐尼爾（英语：Amy O'Neill）〉）※影碟版。
- 驚異大奇航（英语：Innerspace）（Wendy〈Wendy Schaal〉）※TBS版。
- 夜訪吸血鬼（酒吧女性〈Bellina Logan〉）※富士電視台版。
- 詹姆士·龐德：勇戰大狂魔（Jenny Flex〈Alison Doody〉）※TBS版。
- 逃出魔幻紀（Sarah Whittle〈Bonnie Hunt〉）※新盤BD／DVD。
- 迎頭痛擊（Ling Ho〈李若彤〉）※影碟版。
- 終極悍將（英语：Last Man Standing (1996 film)）（Lucy Kolinski〈Alexandra Powers〉）※影碟版。
- 最後一夜（英语：Late Last Night (film)）（Tristan〈Lisa Robin Kelly〉）
- 愛在屋簷下（英语：Life as a House）（Ryan Kimball〈Scotty Leavenworth〉）
- 兩小無猜（Latimer夫人〈Sheila Steafel〉）※DVD&BD版。
- 告發（英语：Murder in the First）（Blanche〈Kyra Sedgwick〉）
- 穆麗爾的婚禮（英语：Muriel's Wedding）（Tania Degano〈Sophie Lee〉）
- 情人救命（英语：Mystery Date）（Geena Matthews〈Teri Polo〉）※東京電視台版。
- 地獄來的房客（英语：Pacific Heights (film)） ※影碟版。
- 讓愛傳出去（阿琳·麥金尼〈海倫·亨特〉）
- 鬼哭神號3（英语：Poltergeist III）（Donna Gardner〈Lara Flynn Boyle〉）※TBS版。
- 驚魂記 (1998年電影)（Marion Crane〈安·海契〉）
- 電台謀殺案（英语：Radioland Murders）（Penny Henderson〈Mary Stuart Masterson〉）
- 約翰葛里遜之造雨人（Kelly Riker〈克萊兒·丹妮絲〉）
- 愛情逆轉勝（英语：The Rebound）（Daphne〈Kate Jennings Grant〉）
- Reverse（Karen）
- 驚濤駭浪（英语：The River Wild）（Roarke Hartman〈約瑟夫·馬傑羅〉）※影碟版。
- 機器戰警3（英语：RoboCop 3）（Nikko Halloran〈Remy Ryan〉）※影碟版。
- 魔法的力量（英语：Rough Magic）（米拉·徐姆韋〈布莉姬·芳達〉）
- 神鬼至尊（艾瑪·盧瑟博士〈伊莉莎白·蘇〉）※朝日電視台版。
- 驚聲尖笑（巴菲·吉爾摩〈沙隆·伊麗莎白〉）
- Sideshow (2000年電影)（Melanie）
- 斷頭谷（伊卡博德·克蘭的母親〈Lisa Marie〉）※東京電視台版。
- 真善美（Sophia〈Marni Nixon〉）※《真善美》電影誕生40與50週年紀念BD版。
- 異種2（Anne Sampas〈Myriam Cyr〉）
- 史丹利與愛莉絲（英语：Stanley & Iris）（Kelly King〈Martha Plimpton〉）
- 少狼（Rhonda〈Lynda Wiesmeier〉）※朝日電視台版[注 5]。
- 異次元駭客（Jane Fuller〈葛雷琴·莫爾〉）
- 三個奶爸一個娃（英语：Three Men and a Baby）（Sally〈Barbara Budd〉）※VHS版。
- 柏林龍捲風（英语：Tornado – Der Zorn des Himmels）（Sophie Berger〈Lisa Martinek〉）※朝日電視台版。
- 偷心大狀緣（英语：Trial and Error (1997 film)）（Billie Tyler〈查理兹·塞隆〉）※VHS版。
- 龍兄鼠弟 ※朝日電視台版。
- Une fille dans l'azur（Léa〈Claire Borotra〉）
- 時空悍將（Linda Barnes〈Mari Morrow〉）※富士電視台版。
- 吸血情聖（英语：The Wisdom of Crocodiles）（Anne Levels〈Elina Löwensohn〉）
- Without You（伊凡）
- 紅衣女郎（英语：The Woman in Red (1984 film)） ※朝日電視台版。
- X戰警2（死亡女神（英语：Lady Deathstrike）〈胡凱莉〉）※影碟版。

#### 電視影集
- 驚異傳奇（英语：Amazing Stories (1985 TV series)）（瑪麗·史都華·麥特森（英语：Mary Stuart Masterson））
- 海灘遊俠 (第1季)（蕭尼·麥克萊恩〈埃麗卡·埃倫尼克〉）
- 手袋黨（英语：Cashmere Mafia）（茱麗葉·德雷珀〈米蘭達·奧圖〉）
- 鐵證懸案 (第4季)
- 恐龍家族（英语：Dinosaurs (TV series)）
- 法網恢恢 (2001年電視影集)（Maggie Kimble Hume〈Connie Britton〉）
- 歡樂滿屋（Vanessa、Karen、Sara）
- 實習醫生（Arizona Robbins〈潔西卡·卡普肖〉）
- 歡樂家庭（Thelma）
- 哈莉與法律（漢娜的母親）
- 執法悍將（Tjena）
- 體操公主 (第4季)（英语：Make It or Break It）
- 疑犯追蹤（賽德尼·貝勒）
- 機器戰警 (1994年電視影集)（英语：RoboCop: The Series）（黛安娜·帕爾斯）
- 慾海醫心（Emily Peck〈Anastasia Griffith〉）
- 魔法少女薩琳娜（英语：Sabrina the Teenage Witch (TV series)）（Babette Storm）
- 秘社（Amelia Blake〈Emily Holmes〉）
- 芝麻街（吉納）※NHK版。
- 星艦奇航記：星艦前傳
- 星艦奇航記：重返地球（凱絲（英语：Kes (Star Trek)）〈珍妮佛·麗恩（英语：Jennifer Lien）〉）
- 法眼女神探（英语：Sue Thomas: F.B.Eye）（塔拉·威廉斯〈塔拉·山繆（英语：Tara Samuel）〉）
- 勝利之歌（李太太）
- X檔案（阿爾索普）

#### 動畫
- 安潔拉·安娜康妲（英语：Angela Anaconda）（老奶奶）
- 鬼馬小精靈 (1995年版)（Amber、Winnie）※Cartoon Network版。
- 阿德日記（英语：Doug (TV series)）（Theda Funnie、B.B）
- 大力士（英语：Hercules (1998 TV series)）（涅墨西斯）
- 貓頭鷹守護神（Barran王妃〈Deborra-Lee Furness〉）
- 天才寶貝熊（英语：Little Bear (TV series)）（母親）
- 瑪德琳（Miss Clavel）
- 奪寶奇謀（Bella）
- 嚕嚕米：漫遊蔚藍海岸（英语：Moomins on the Riviera）（Mimula[19]）
- 長襪子皮皮（她）
- 笑笑羊（隔壁愛惡作劇的3隻畜牧豬）
- 辛普森一家（Mindy Simmons）
- 終極蜘蛛俠（摩根·勒菲）
- 神偷卡門（Tatiana）
- X戰警 (1994年東京電視台版)（Rogue）

### 廣播劇CD
- 血咒聖痕（露西·奧布萊恩）
- 三千世界鴉殺盡（日语：三千世界の鴉を殺し）（梅莉莎·蘭利）
- G奇幻漫畫CD精選 火焰之紋章 暗黑龍與光之劍（瑪納莉）
- 特魯尼克大的冒險 不可思議的迷宮（露露）
- FALCOM SPECIAL BOX '95 CD廣播劇 風之傳說世外桃源II 女主角們的生日（日语：風の伝説ザナドゥ）（庫里奈）
- 忍者亂太郎系列
  - 忍者亂太郎 廣播劇CD 生物委員會之段（佐武虎若、山本老師〈山本西納〉）
  - 忍者亂太郎 廣播劇CD 一年葉組之段（佐武虎若、山田老師的太太）
  - 忍者亂太郎 廣播劇CD 葉組之段 ～中卷～（佐武虎若）
- 胖嘟嘟游泳社（日语：ぽちゃぽちゃ水泳部）（勝代的母親[20]）
- 魔偵探洛基RAGNAROK（海姆達爾）
- 女神天國（日语：女神天国）（摩訶羅闍）

### 特攝影集
1986年
- 大口大口的少爺君（的配音）

### 布偶劇
- 遊戲數字的Q（日语：ゲーム数字でQ）（絲吉的配音）
- 兒童布偶劇場（日语：こどもにんぎょう劇場）「海底兩萬里」、「續海底兩萬里」（的母親）
- SHAKIN！（日语：シャキーン!）（旁白）
- BS Spot（旁白）
- 嗶叩嗶叩碰（日语：ピコピコポン）（的配音）
- 一個人也可以辦得到Mon！（日语：ひとりでできるもん!）（的配音）
- 開啟吧！朋基基（日语：ひらけ!ポンキッキ）（的配音）
- 下個月是來自衛星放送（旁白）

### 舞台
- 玉手箱
- 狩好？
- 櫻前線
- 耳～疑
- 起奇妙
- 劇團飛行船（日语：劇団飛行船）布偶裝音樂劇
  - 阿拉丁（法拉公主的配音）
  - 阿爾卑斯山的少女（庫拉拉的配音）
  - 灰姑娘（仙杜瑞拉的配音）
  - 狼和七隻小山羊（的配音）

### 其它
- 來說英語吧 Hello Kitty的不可思議之旅（Kitty）
- 和媽媽一起（日语：おかあさんといっしょ） Monoran Monoran（日语：モノランモノラン）（太鼓、太郎）
- 和媽媽一起 Poco Potteito（日语：ポコポッテイト）（藍腳鰹鳥郵差先生（妻））
- 快樂的事物（カーくん）勝利視頻
- WORLD DOWNTOWN（日语：WORLD DOWNTOWN）（納塔莉亞）
- asaichi（日语：あさイチ）（旁白）
- SHAKIN！（日语：シャキーン!）（旁白）

## 腳註

## 外部連結
- 81 Produce公式官網的聲優簡介 （页面存档备份，存于） （日語）
- 小林優子的X（前Twitter） （日語）
- （日語）－小林優子的官方個人部落格。